# Banco Ambrosiano
El Banco Ambrosiano era un banco italiano fundado en 1896 y que se derrumbó estrepitosamente en 1982. En el centro del fracaso de este banco estaban su presidente, Roberto Calvi, el presidente del Instituto para las Obras de Religión (por lo tanto accionista mayoritario de la Banca Cattolica del Veneto) Paul Marcinkus, algunos cardenales, obispos y prelados de alto rango de la Iglesia Católica, Michele Sindona, empresario y banquero siciliano famoso por sus contactos con la mafia y que dio entrada en la trama a la logia masónica P2, con miembros pertenecientes a la banca, a la política, al periodismo, a la judicatura, a las Fuerzas Armadas, etc. El Banco Vaticano era el accionista principal del Banco Ambrosiano, y la temprana muerte del papa Juan Pablo I de un ataque al corazón en 1978, dio lugar a que algunos medios sospecharan que estaba ligada al escándalo del Ambrosiano, y fuera recogido en uno de los argumentos secundarios de la película El padrino III. El Banco Ambrosiano fue acusado de concentrar fondos secretos de los EE. UU. al sindicato polaco Solidaridad y a los Contras en Nicaragua a través del Banco Ambrosiano.[cita requerida]

## Miembros
- Franco Ratti, presidente
- Carlo Canesi, presidente encargado mayor del entonces Banco Ambrosiano que sostiene a partir de 1965.
- Roberto Calvi, director general de Ambrosiano desde 1971, designado presidente desde 1975 hasta su muerte en junio de 1982.
- Paul Marcinkus, presidente del Banco del Vaticano Istituto per le Opere di Religione, había sido director de Ambrosiano en ultramar, basado en Nassau, Bahamas.
- Carlo De Benedetti se hizo diputado-presidente en menos de dos meses, después del juicio de Roberto Calvi.
- Nuovo Banco Ambrosiano, bajo el cargo de Giovanni Bazoli.

## Antes de 1981
El Banco Ambrosiano fue fundado en Milán en 1896 por el Beato Giuseppe Tovini, y nombrado así en honor de San Ambrosio, el arzobispo del cuarto siglo de esa ciudad. El propósito de Tovini era crear un banco católico que sirviera de contrapeso a los bancos laicos en Italia, sus metas eran servir a “organizaciones morales, trabajos piadosos, y cuerpos religiosos instalados para las ayudas caritativas.” El banco vino a ser conocido como el banco “de los sacerdotes”; su presidente era Franco Ratti, sobrino del papa Pío XI. En los años 60 el banco comenzó a ampliar su negocio, abriendo una compañía en Luxemburgo 1963 y que llegaron a ser conocidos como Holding del Banco Ambrosiano. Éste estaba bajo dirección de Carlo Canesi, entonces encargado mayor, y a partir de 1965, presidente. 
En 1967 Canesi había traído a Roberto Calvi al Ambrosiano. En 1971 Calvi llegó a ser el director general, y en 1975 lo designaron presidente. Calvi amplió los intereses del Ambrosiano más lejos; éstos incluyeron crear a un número de compañías extranjeras en las Bahamas y
Sudamérica, creándose además para facilitar sus ilícitos negocios una filial llamada Banco Ambrosiano Andino con sede en Lima, Perú; con un interés controlado en la Banca Cattolica de Veneto, Credito Varessino y Banca de Gottardo; y sus fondos para la casa editorial Rizzoli para financiar el periódico Corriere della Sera. Calvi también implicó al Banco del Vaticano, el Istituto per le Opere di Religione (IOR) en sus repartos, y estaba cerca del obispo Paul Marcinkus, presidente del banco. El Ambrosiano, a través del Banco Ambrosiano Andino, proporcionó los fondos para los partidos políticos en Italia, y la dictadura de Somoza en Nicaragua y su oposición Sandinista. Hay también rumores de que proporcionó el dinero para el movimiento Solidaridad en Polonia (se ha alegado extensamente que la solidaridad fue financiada por el Banco del Vaticano). [cita requerida]
Calvi utilizó su compleja red de bancos y compañías fantasmas de ultramar para mover dinero desde Italia para inflar precios y también para asegurar préstamos sin garantía. Para evitar las normas dictadas por el Banco de Italia sobre control de cambios, que restringían severamente las transferencias de fondos a filiales en el exterior de bancos italianos, se transferían importantes cantidades de dinero al Banco de la Nación del Perú, agente financiero del Estado peruano, que se contabilizaban indebidamente como préstamos y que el Banco de la Nación a su vez depositaba en operaciones back to back en el Banco Ambrosiano Andino. En 1978, el Banco de Italia elaboró un informe sobre el Banco Ambrosiano que predecía su desastre futuro y condujo a investigaciones criminales. Sin embargo, al poco tiempo un grupo de derecha terrorista mató al magistrado de Milán que investigaba el caso, Emilio Alessandrini, mientras que Mario Sarcinelli, funcionario del banco y superintendente de la inspección, fue encontrado culpable y encarcelado.

## Después de 1981
En 1981 la policía llevó a cabo una redada en la oficina de Roberto Calvi. Calvi fue encarcelado, puesto a juicio, y condenado a cuatro años de cárcel. Sin embargo, fue puesto en libertad y mantuvo su posición en el banco. Otros hechos alarmantes le siguieron: Carlo De Benedetti de Olivetti compró el banco y se hizo vicepresidente, sólo para dejar el puesto dos meses más tarde, después de recibir amenazas de la mafia y la carencia de cooperación de Calvi. Su reemplazo, un empleado veterano llamado Roberto Rosone, fue herido en un tiroteo de la mafia. 
En 1982 se descubrió que el banco no podía explicar la procedencia de 1.287 millones de dólares. Calvi huyó del país con un pasaporte falso, y Rosone logró que el banco de Italia asumiera el control. La secretaria personal de Calvi, Graziella Corrocher, dejó una nota de denuncia a Calvi antes de saltar desde su ventana en la oficina y morir. El propio Calvi fue encontrado colgado del puente "Blackfriars" en Londres el 18 de junio.
Durante julio de 1982, los fondos a los intereses en el extranjero fueron cortados, conduciendo a su derrumbe, y en agosto el banco fue sustituido por el Nuovo Banco Ambrosiano bajo control de Giovanni Bazoli. Hubo mucha discusión sobre quién debía hacerse responsable de las pérdidas en que incurrieron las compañías en el extranjero del viejo Banco Ambrosiano, y el Vaticano acordó finalmente pagar una suma sustancial sin aceptar responsabilidad formal al encontrarse en los archivos del citado Banco un comfort letter suscrito por el IOR en respaldo de las operaciones de Roberto Calvi en el Banco Ambrosiano. Tratándose de un compromiso de carácter moral el Vaticano se vio obligado a asumir el pago de cientos de millones de dólares a los acreedores del Banco Ambrosiano, entre los cuales se encontraba el Banco de la Nación del Perú por los depósitos back to back efectuados en el Banco Ambrosiano Andino.

## Escándalo deClearstream
Momentos antes de que los medios revelaran el escándalo del Ambrosiano, Gérard Soisson, encargado de la compañía Clearstream para la clarificación de la transacción, fue encontrado muerto en Córcega, dos meses después del despido de Ernest Backes de Clearstream en mayo de 1983. Banco Ambrosiano era uno de los muchos bancos que tenían cuentas inéditas en Clearstream. Backes, antes el tercer oficial más alto de la graduación de Clearstream y una fuente primordial para el libro de Denis Roberto sobre el escándalo de Clearstream, Revelations, asegura que lo “despidieron porque (él) sabía demasiado sobre el escándalo del Ambrosiano. Cuando Soisson murió, el asunto del Ambrosiano todavía no era conocido como escándalo. (Después de que fue revelado) me percaté de que Soisson y yo habíamos estado en la encrucijada. Movimos todas esas transacciones conocidas más adelante en el escándalo hacia Lima y a otras ramas. Nadie sabía ni que había una rama del Banco Ambrosiano denominado Banco Ambrosiano Andino con sede en Lima, Perú y oficinas en otros países de América del Sur.” En el año 2005, cuando la justicia italiana reabrió otra vez la investigación referente al asesinato de Roberto Calvi, pidió la ayuda de Ernest Backes, e investigó la muerte de Gerard Soisson, según Lucy Komisar.

## Asesinato de Roberto Calvi 1982

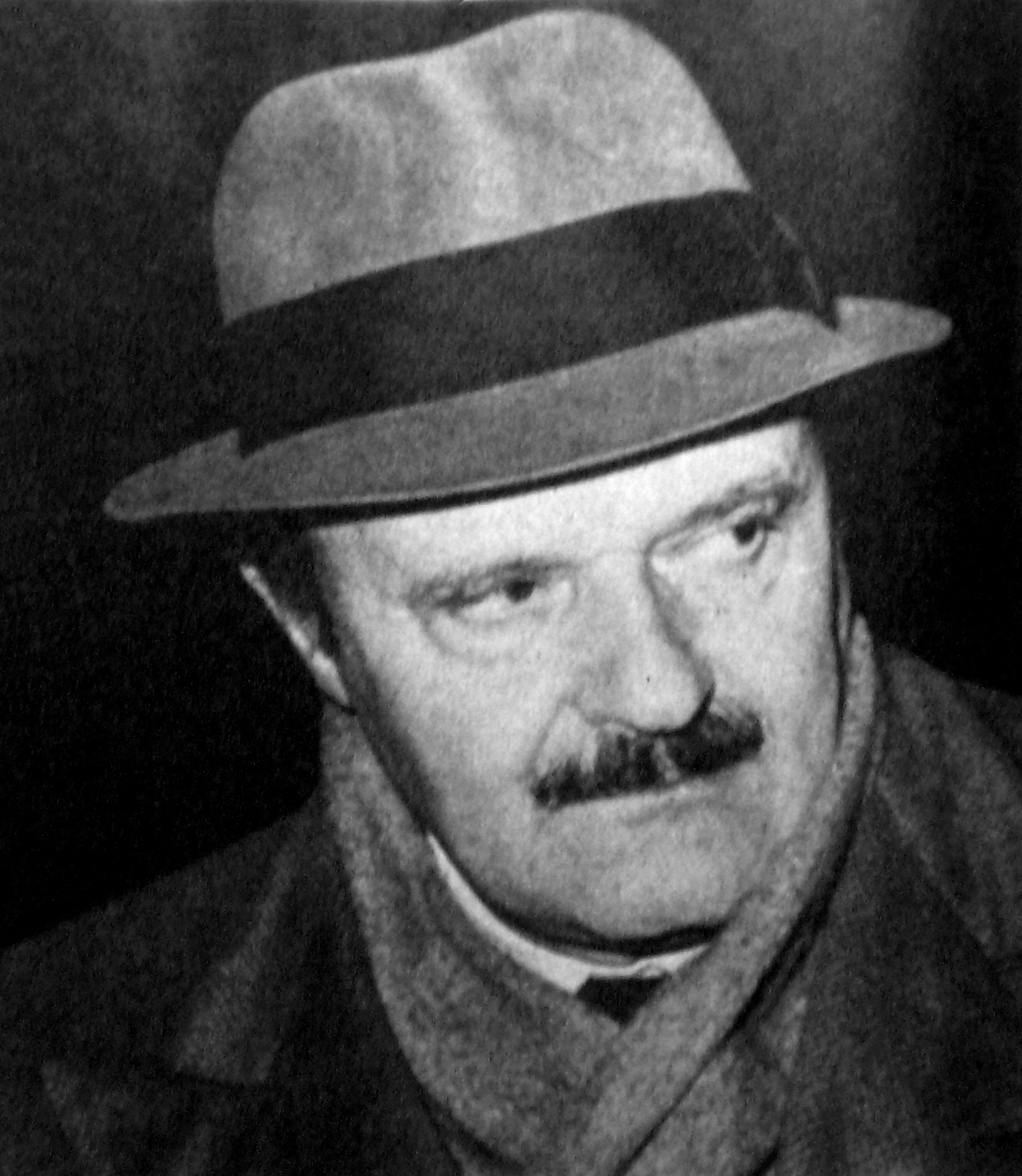
Roberto Calvi.

El periodista David Yallop cree que Calvi, con la ayuda del Vaticano,[cita requerida] pudo haber sido responsable de la muerte prematura de Albino Luciani, quien, siendo ya el papa Juan Pablo I, planeaba una reforma de las finanzas del Vaticano. Sin embargo, la familia de Calvi mantiene que él era un hombre honesto manipulado por otros. Según los magistrados que señalaron a Giuseppe "Pippo" Caló como responsables del asesinato de Calvi, Gelli habría pedido su muerte para castigarlo por la malversación de su dinero y el de la mafia, mientras que la mafia deseó evitar que revelara la manera en que Calvi le ayudó a lavar el dinero. Caló y Gelli fueron procesados por el asesinato de Roberto Calvi, junto con la novia de éste, su chofer y un contable relacionado con la mafia. El 6 de junio de 2007 el Tribunal Penal de Roma los absolvió a todos por falta de pruebas.